# Adachi (Tokio)
Adachi (jap. 足立区, Adachi-ku) – jeden z 23 specjalnych okręgów (dzielnic) stolicy Japonii, Tokio. Ma powierzchnię 53,25 km². W 2020 r. mieszkało w nim 695 530 osób, w 344 645 gospodarstwach domowych  (w 2010 r. 684 063 osoby, w 315 060 gospodarstwach domowych).